# Eastern Hockey League (2013–)
För andra betydelser, se Eastern Hockey League.
Eastern Hockey League (EHL) är en amerikansk juniorishockeyliga som är på tredje nivå, tillsammans med North American 3 Hockey League, i det amerikanska juniorishockeysystemet, de som ligger över är United States Hockey League (USHL) och North American Hockey League (NAHL). Ishockeyligan är baserat i nordöstra USA och Mid-Atlantic samt är för manliga ishockeyspelare som är 20 år eller yngre. Ligan är sanktionerad av det nationella ishockeyförbundet USA Hockey. 

## Historik
Den grundades 2003 som Atlantic Junior Hockey League (AtJHL alternativt AJHL) av ishockeyförbundet Atlantic Metropolitan Hockey League (AMHL) och den första säsongen bestod ligan av sex ishockeylag som hade dessförinnan spelat i Metropolitan Junior Hockey League (MetJHL). Den 30 maj 2012 meddelade AMHL att AtJHL skulle bli en självständig ishockeyliga med det nuvarande namnet. Året efter anslöt sig Boston Bandits, Connecticut Oilers, New Hampshire Jr. Monarchs, New York Apple Core, Philadelphia Revolution och Valley Jr. Warriors från den upplösta ishockeyligan Eastern Junior Hockey League (EJHL). I december 2014 beslutade de att utöka ligan och lägga till en till ishockeyliga som skulle vara en utvecklingsliga till den redan befintliga och fick namnet EHL Elite Division. Den redan befintliga fick samtidigt namnet EHL-Premier Division för att kunna skilja mellan de två. Året efter byttes det namn på EHL Elite Division till U19 Elite Division. Den 5 maj 2017 bestämde man sig att åter byta namn på ishockeyligorna, den högsta blev Eastern Hockey League (EHL) medan den lägre blev Eastern Hockey League Premier (EHLP).

## Lagen

### Nuvarande
De lag som deltar i ligan för säsongen 2021–2022.

#### EHL
Källa: 
| Central - Connecticut Chiefs - Connecticut Roughriders - New York Apple Core - Railers Jr. Hockey Club | East - Boston Jr. Rangers - East Coast Wizards - Seahawks Hockey Club - Valley Jr. Warriors - Walpole Express | North - Maine Eclipse - New England Wolves - New Hampshire Avalanche - Seacoast Spartans - Vermont Lumberjacks | South - New Jersey 87's - Philadelphia Little Flyers - Protec Jr. Ducks - Team Maryland |

#### EHLP
Källa: 
| East - Boston Jr. Rangers - Railers Jr. Hockey Club - Seahawks Hockey Club - Valley Jr. Warriors - Walpole Express | North - Maine Eclipse - New England Wolves - New Hampshire Avalanche - Vermont Lumberjacks | South - Connecticut Chiefs - New Jersey 87's - New Jersey Renegades - Philadelphia Little Flyers |

### Tidigare
De lag som har tidigare deltagit i ligan sen den grundades.
| - Binghamton Jr. Senators - Boston Bandits - Boston Bulldogs - Brewster Bulldogs - Central Penn Panthers - Connecticut Nighthawks - Connecticut Oilers | - Hartford Jr. Wolfpack - Hudson Valley Eagles - Jersey Wildcats - Lehigh Valley Jr. Rebels - Laconia Leafs - New Hampshire Junior Monarchs | - New Jersey Junior Titans - New Jersey Rockets - New York Bobcats - New York Bridgemen - North Carolina Golden Bears - North Jersey Avalanche | - Northern Cyclones - Philadelphia Junior Flyers - Philadelphia Revolution - Portland Jr. Pirates - Washington Jr. Nationals - Wilkes-Barre/Scranton Knights |

## Mästare
De lag som har vunnit ligornas slutspel.

### EHL
| AtJHL/AJHL - 2003–2004: Washington Jr. Nationals - 2004–2005: Boston Bulldogs - 2005–2006: New York Bobcats - 2006–2007: New York Bobcats - 2007–2008: Northern Cyclones - 2008–2009: Northern Cyclones - 2009–2010: Walpole Express - 2010–2011: Walpole Express - 2011–2012: Walpole Express - 2012–2013: Wilkes-Barre/Scranton Knights | EHL Premier - 2013–2014: Northern Cyclones - 2014–2015: Northern Cyclones - 2015–2016: New Hampshire Jr. Monarchs - 2016–2017: Philadelphia Jr. Flyers EHL - 2017–2018: New Hampshire Avalanche - 2018–2019: New Hampshire Avalanche - 2019–2020: Inställt. - 2020–2021: Boston Jr. Rangers |

### EHLP
| EHL-19U Elite - 2015–2016: Boston Jr. Rangers - 2016–2017: Philadelphia Revolution EHLP - 2017–2018: Boston Jr. Rangers | - 2018–2019: New England Wolves - 2019–2020: Inställt. - 2020–2021: New Jersey 87's |

## Spelare

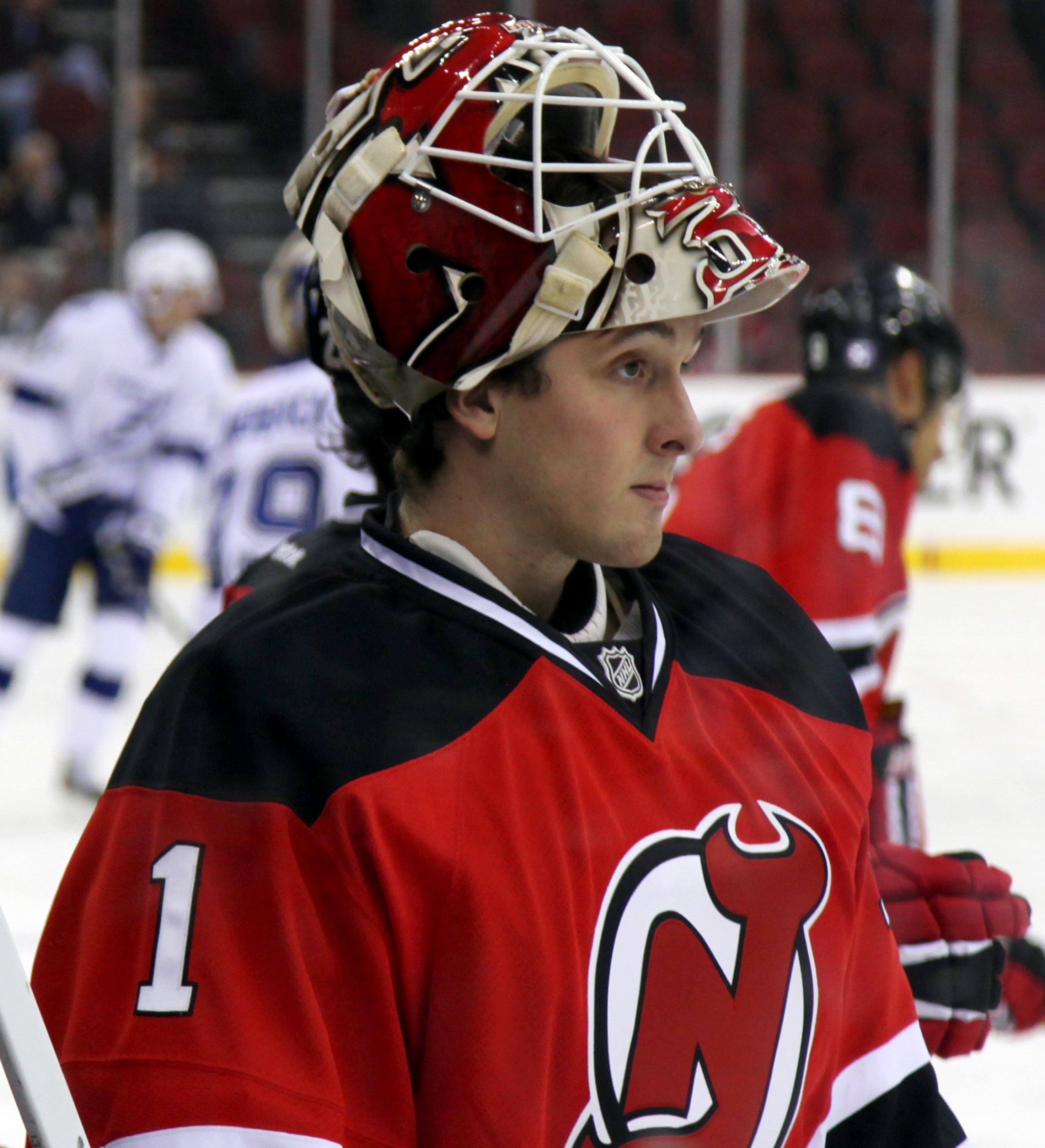
Keith Kinkaid.

Ett urval av ishockeyspelare som har spelat en del av sina ungdomsår i ligan.
| Målvakter - Keith Kinkaid | Backar - T.J. Brennan - Jarred Tinordi | Forwards - Zach Aston-Reese - Kyle Criscuolo - Jerry D'Amigo - Joe Gambardella - Kevin Labanc |